# Sophie de Luxembourg
Sophie Caroline Marie Wilhelmine de Nassau-Weilburg, princesse de Luxembourg, née le 14 février 1902 au château de Berg à Colmar-Berg et morte le 24 mai 1941 à Munich, est une princesse de la maison de Nassau et de Luxembourg.

## Biographie
Sophie de Luxembourg naît le 14 février 1902,. Elle est la sixième et plus jeune fille de Guillaume IV, grand-duc de Luxembourg et de Marie-Anne de Portugal.
En 1908, malade, son père confie la régence à sa mère. Il meurt quatre ans plus tard et Sophie, âgée de dix ans, est présente lors de l'avènement de sa sœur Marie-Adélaïde. 
En 1914, le grand-duché, malgré sa neutralité, est occupé par l'armée allemande. Deux des sœurs aînées de Sophie se fiancent à des princes allemands. Soupçonnée de germanophilie, Marie-Adélaïde doit céder le trône à sa sœur Charlotte le 15 janvier 1919.
En 1921, tandis que sa sœur Antoinette épouse, les 6 et 7 avril le prince royal Rupprecht de Bavière, Sophie se marie le 12 avril, au château de Hohenburg, près de Lenggries, en Bavière, avec Ernest Henri de Saxe, le plus jeune fils du dernier roi de Saxe Frédéric-Auguste III.
Ils ont trois fils :
- Dedo de Saxe (1922-2009), sans alliance.
- Thimo de Saxe (1923-1982), qui se marie trois fois et est le père de deux enfants.
- Gero de Saxe (1925-2003), sans alliance.

En 1932, le journal Le Temps informe que la princesse Sophie de Luxembourg est gravement malade.
Sophie de Luxembourg meurt à Munich, le 24 mai 1941, d'une pneumonie au cours de la Seconde Guerre mondiale, à l'âge de 39 ans. Elle est inhumée en la cathédrale de la Sainte-Trinité de Dresde.

## Honneur
- Dame noble de l'ordre de la Croix étoilée, Autriche-Hongrie[2].